# Discografia degli Immortal

## Discografia
| Studio            |                                    |                                       |
| 1º luglio 1992    | Diabolical Fullmoon Mysticism      | Osmose Productions                    |
| 1º novembre 1993  | Pure Holocaust                     | Osmose Productions                    |
| 15 maggio 1995    | Battles in the North               | Osmose Productions                    |
| 20 marzo 1997     | Blizzard Beasts                    | Osmose Productions                    |
| 28 febbraio 1999  | At the Heart of Winter             | Osmose Productions                    |
| 5 aprile 2000     | Damned in Black                    | Osmose Productions                    |
| 5 febbraio 2002   | Sons of Northern Darkness          | Nuclear Blast                         |
| 25 settembre 2009 | All Shall Fall                     | Nuclear Blast                         |
| 6 luglio 2018     | Northern Chaos Gods                | Nuclear Blast                         |
| 26 maggio 2023    | War Against All                    | Nuclear Blast                         |
| EP                |                                    |                                       |
| 1º ottobre 1991   | Immortal                           | Listenable Records/Osmose Productions |
| Singoli           |                                    |                                       |
| 25 maggio 2018    | Northern Chaos Gods                | Nuclear Blast                         |
| Split             |                                    |                                       |
| 2000              | True Kings of Norway               | Spikefarm Records                     |
| 30 ottobre 2009   | Valley of the Damned/Hordes of War | Nuclear Blast                         |
| Demo              |                                    |                                       |
| 1990              | The Northern Upins Death           | -                                     |
| 1991              | Suffocate                          | -                                     |

## Videografia

### Album video
- 1995 - Masters of Nebulah Frost VHS
- 2005 - Live at BB Kings Club New York 2003
- 2010 - The Seventh Date of Blashyrkh

### Video musicali
- 1992 - The Call of the Wintermoon (non ufficiale)
- 1993 - Unsilent Storms in the North Abyss
- 1995 - Blashyrkh (Mighty Ravendark)
- 1995 - Grim and Frostbitten Kingdoms
- 2010 - All Shall Fall

### Apparizioni in compilation
- 1998 - Darkthrone Holy Darkthrone
- 2000 - True Kings of Norway
- 2001 - Originators of the Northern Darkness - A Tribute to Mayhem

### Album di tributo
- 2005 - Epimythion - Tribute to Immortal